# Пут (филм)
Пут (или Стаза) је турски филм из 1982. Сценарио је написао Јилмаз Гинеј, а режирао га је његов помоћник Шериф Герен, пошто је Гинеј у то време био у затвору. Касније, након што је Гинеј побегао из затвора Имрали, однео је негативе филма у Швајцарску и касније је монтираа филм у Паризу.
Филм приказује стање у Турској након државног удара 1980. године. Турски народ и власти приказани су кроз приче петорице затвореника који су добили недељно одсуство од куће. Филм је изазвао много контроверзи у Турској и био је забрањен до 1999. године. 
Пут је освојио бројне награде, укључујући Златну палму на Филмском фестивалу у Кану 1982. Такође је изабран као швајцарски кандидат за најбољи филм на страном језику на 55. додели Оскара, али номинација није прихваћена.

## Прича
Филм прати петорицу затвореника којима је одобрено привремено одсуство из турског затвора како би на недељу дана посетили своје куће. Сваки од њих суочава се са личним изазовима, истовремено се борећи са друштвеним ограничењима и репресијом под турским војним режимом.

## Продукција
Гинеј је написао сценарио, делом инспирисан сопственим заточеништвом, који је садржао детаље, али није могао сам да режира пошто је био у затвору. Он је у почетку ангажовао Ердена Кирала да режира уместо њега, али је био незадовољан Кираловим радом, уништио је снимљени материјал и отпустио га. Ово је постало основа Кираловог каснијег филма, Yolda.
Гинеј је касније ангажовао Шерифа Герена. Постојале су гласине да је неколико затвореника, укључујући Гинеја, гледало велики део материјала на зиду у затвору. Гинеј је касније побегао из затвора да би уређивао Yol у Швајцарској.
Зулфу Ливанели је направио музику за филм, али је због политичке атмосфере у Турској користио псеудоним Себастијан Аргол како би избегао потенцијалне санкције турских судова.

## Контроверзе

### Политичке контроверзе
Филм је забрањен у Турској због негативног приказа Турске, која је била под контролом војне диктатуре. Још контроверзнија је била ограничена употреба курдског језика, музике и културе (које су у то време биле забрањене у Турској), као и приказ тешкоћа Курда у Турској. Једна сцена у филму чак назива локацију Омеровог села „Курдистан“.
Нова верзија филма објављена 2017. у којој су многи од ових контроверзних делова и сцена избачени, како би филм могао да буде приказиван у Турску. Да би био приказан на турском штанду у Кану 2017, сегмент филма о Курдистану и који говори о проблемима Курда.
Још једна нова верзија направљена је за међународно тржиште са укљученим политичким контроверзним сценама.

### Спор о ауторским правима
Ауторска права везана за филм су дуго била спорна. Чак и током живота редитеља, било је великих сукоба око власништва над филмом између Гинеја и Доната Којша, шефа швајцарске компаније Cactus Film AG, који је тврдио да поседује сва права на филм. Након Гинејеве смрти, спор је ескалирао између Којша и супруге покојног Гинеја.
Када је Којш 1999. године поднео захтев за банкрот компаније, ситуација је постала још компликованија и резултоваја је бројним тужбама и у Швајцарској и у Француској. И даље постоји неколико стране које тврде да поседују ексклузивна ауторска права на филм. Пут  се нуди у различитим верзијама кроз различите канале дистрибуције.

## Пријем
Критичар магазина Time Ричард Корлис прогласио је Гјунија „филмским ствараоцем светске класе“.
Године 1982., редитељ Вернер Херцог је рекао да је Иол „један од филмова који ме је тако дубоко дирнуо — као скоро ништа друго у последњих десет година. То је  ремек-дело“. 
The Hollywood Reporter га је сврстао на 65. место најбољег филма који је освојио Златну палму, рекавши да је продукција боља прича од оне на екрану.
На агрегатору рецензија Rotten Tomatoes, 77% од 13 критика је позитивно, са просечном оценом 7.3/10.

### Награде
Филм је освојио три награде на Канском филмском фестивалу 1982. године, изједначивши се за главну награду, Златну палму, са Коста-Гаврасом Нестали. Филм је изабран као швајцарски представник за најбољи филм на страном језику на 55. додели Оскара, али није прихваћен као номинован.